# Desertie

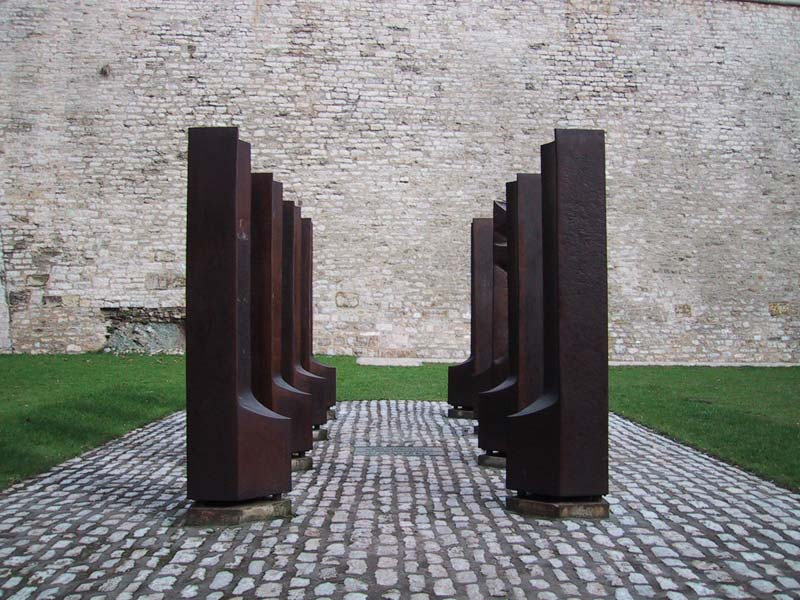
Monument ter nagedachtenis aan onbekende omgekomen deserteurs van de Duitse luchtmacht

Desertie is het permanent verlaten van een krijgsmacht zonder toestemming. De intentie om permanent te vertrekken onderscheidt het van de meer algemene ongeoorloofde afwezigheid. Doorgaans geldt desertie als een strafbaar feit.
Desertie is een verschijnsel van alle tijden. In de Oudheid, Middeleeuwen en Vroeg-Moderne Tijd kwam desertie vaak voor, met name als de omstandigheden in het leger slecht waren. In huurlingenlegers reikte de trouw van de soldaten zo diep als de beurs van hun broodheer was. Wanneer deze zijn soldaten niet meer kon of wilde betalen, leidde dit vrij snel tot desertie, muiterij en plunderingen van de lokale bevolking. 
Later werd de maatschappij steeds beter georganiseerd, en werd het moeilijker om te deserteren omdat men makkelijker kon worden nagetrokken. De groei van het nationalisme leidde er bovendien toe dat desertie negatiever bezien werd: desertie werd gezien als misdrijf en het werd gezien als een schande om een deserteur in familie te hebben. Dit leidde tot het verminderen van onderduikmogelijkheden omdat minder mensen deserteurs wilden helpen, en tot een sociale druk (soms indirect via de familie) zich toch bij het leger te melden. Desertie komt vaker voor in landen met een dienstplicht dan in landen met een beroepsleger.
Bij de marine spreekt men over het algemeen van drossen; hiermee wordt echter precies hetzelfde bedoeld.

## Straf

### België
Desertie is in België, een strafbaar feit in artikel 100 van het Militair Strafwetboek. Bij een ongewettigde afwezigheid van 15 dagen voor officieren en 8 dagen voor andere militairen (3 dagen in oorlogstijd) is er sprake van desertie.
Vroeger stond op desertie de doodstraf, maar deze werd niet meer uitgevoerd na de Eerste Wereldoorlog waar 12 Belgische militairen werden terechtgesteld voor desertie. De laatste was Aloïs Wulput op 3 juni 1918. Voor hulp aan de vijand werd wel nog de doodstraf voltrokken. Zo werd Irma Laplasse geëxecuteerd.
Naar aanleiding van de toenmalige herdenking van 100 jaar Eerste Wereldoorlog, streefden enkele nabestaanden voor een eerherstel van de terdoodveroordeelden, voor onder andere Alphonse Gielens (19 oktober 1914) en Henri Reyns (1915). De Britse regering besloot reeds tot zo een algemeen pardon in 2006.

### Nederland
Desertie is in Nederland, zoals in de meeste andere landen, een strafbaar feit. Het is als misdrijf strafbaar gesteld in artikel 100 van het Wetboek van Militair Strafrecht. Wanneer een ongeoorloofde afwezigheid langer dan 30 dagen duurt (in oorlogstijd 7 dagen), is sprake van desertie. Ook is sprake van desertie indien de verdachte het oogmerk had om zich aan zijn dienstplicht te onttrekken of zelfs over te lopen. Ten slotte spreekt men ook van desertie als de afwezigheid ertoe leidt dat de militair een buitenlandse reis misloopt. De straf is 2 jaar gevangenisstraf of een boete van de vierde categorie in vredestijd, en 7½ jaar gevangenisstraf of een boete van de vijfde categorie in oorlogstijd.
Desertie is een minder zwaar misdrijf dan hulp aan de vijand, maar is toch iets dat niet getolereerd wordt in een leger. Als één schaap over de dam is volgen er meer, zo wordt geredeneerd. Bovendien moet een leger kunnen rekenen op zijn manschappen, met name als het officieren betreft. Daarom wordt in de meeste landen hard tegen deserteurs opgetreden. Hun misdrijf wordt beschouwd als een misdrijf tegen de staatsveiligheid. Lange gevangenisstraffen, zoals in Nederland, zijn geen uitzondering. Sommige landen hebben op desertie in oorlogstijd de doodstraf gezet.
Tijdens de Duitse inval in de meidagen van 1940 werd de Nederlandse sergeant Chris Meijer schuldig bevonden aan desertie en geëxecuteerd; hij was de laatste Nederlander die wegens desertie is terechtgesteld. Zijn terdoodveroordeling is later vaak bekritiseerd.

## Vaandelvlucht
In België is ook het begrip vaandelvlucht bekend, maar nog zelden gebruikt. Het is in letterlijke zin het verlaten van de eenheid van de krijgsmacht waar men toe behoort tijdens een gewapend conflict, maar tegenwoordig tref je het meer in figuurlijke zin aan in de politiek. Het betekent dan “ontrouw aan eerder ingenomen standpunten”. Deze betekeniswending is mogelijk toe te schrijven aan het sedert de jaren 80 van de twintigste eeuw afschaffen van de verplichte legerdienst, zodat deze beeldvorming niet meer zo paraat opkomt; in de politiek zal men tegenwoordig vlugger over nestbevuiling spreken en de bedoelde persoon vervolgens als een klokkenluider uit de partij zetten. Het woord vaandelvlucht wordt overigens door puristen als een germanisme (Fahnenflucht) gebrandmerkt.

## Andere landen
Sommige landen, zoals Turkije, geven strafvermindering of eventueel kwijtschelding als de militair zich voor het verstrijken een bepaalde termijn alsnog vrijwillig meldt. In Turkije heeft het leger bovendien zo'n prestige, dat in de meeste gevallen de familie van de deserteur druk zal uitoefenen om hem zich toch te laten melden. In Rusland komt desertie zeer vaak voor, door de harde ontgroeningen en de tirannie van "opa's" (oudere dienstplichtigen) en officieren. China is een uitzondering. Desertie is er wel strafbaar, maar het land kan uit zo'n groot reservoir aan manschappen putten, dat deserteurs vaak niet actief worden vervolgd.